# Hurriganes

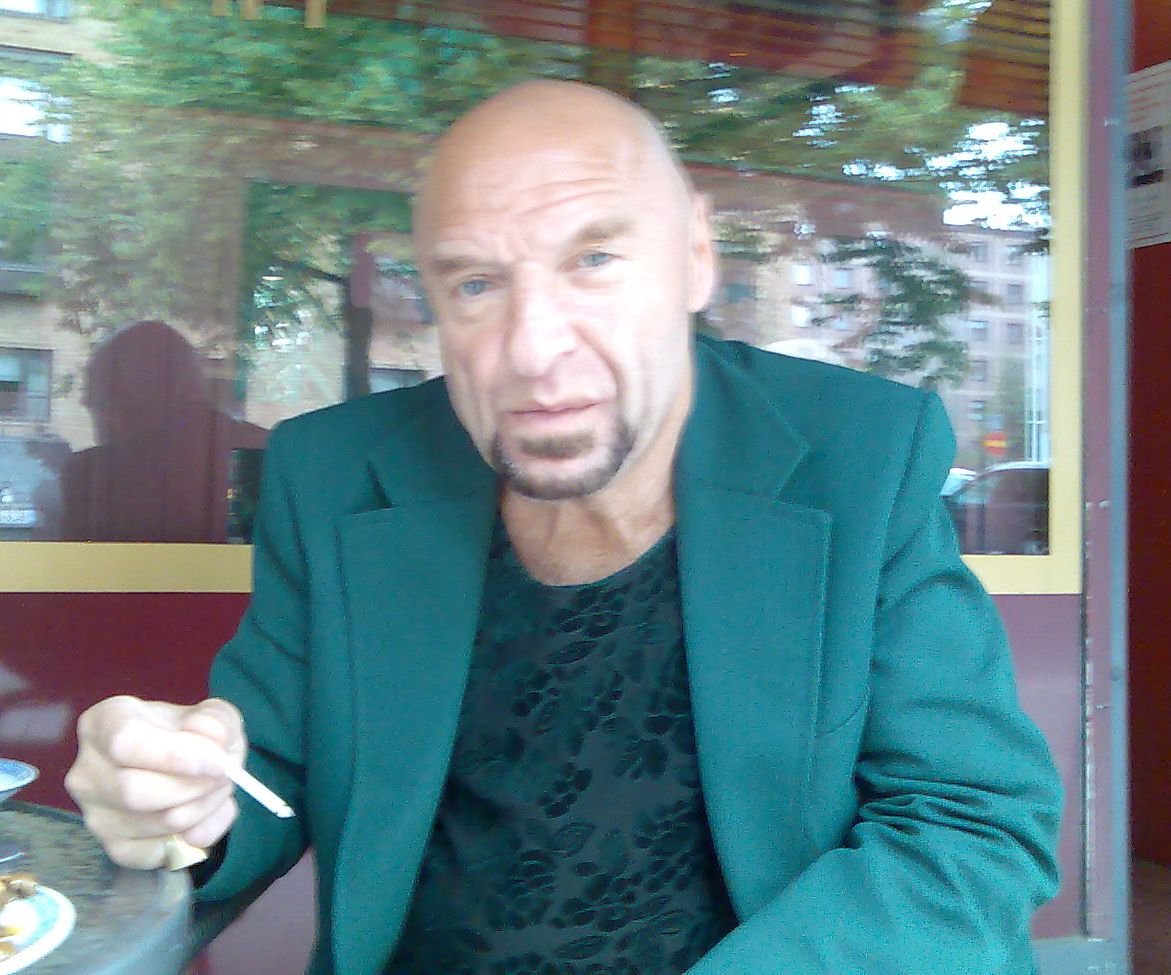
Remu Aaltonen (2007)

Hurriganes sind eine finnische Rockband. Der Name spielt auf die amerikanische Band Johnny and the Hurricanes an.

## Geschichte

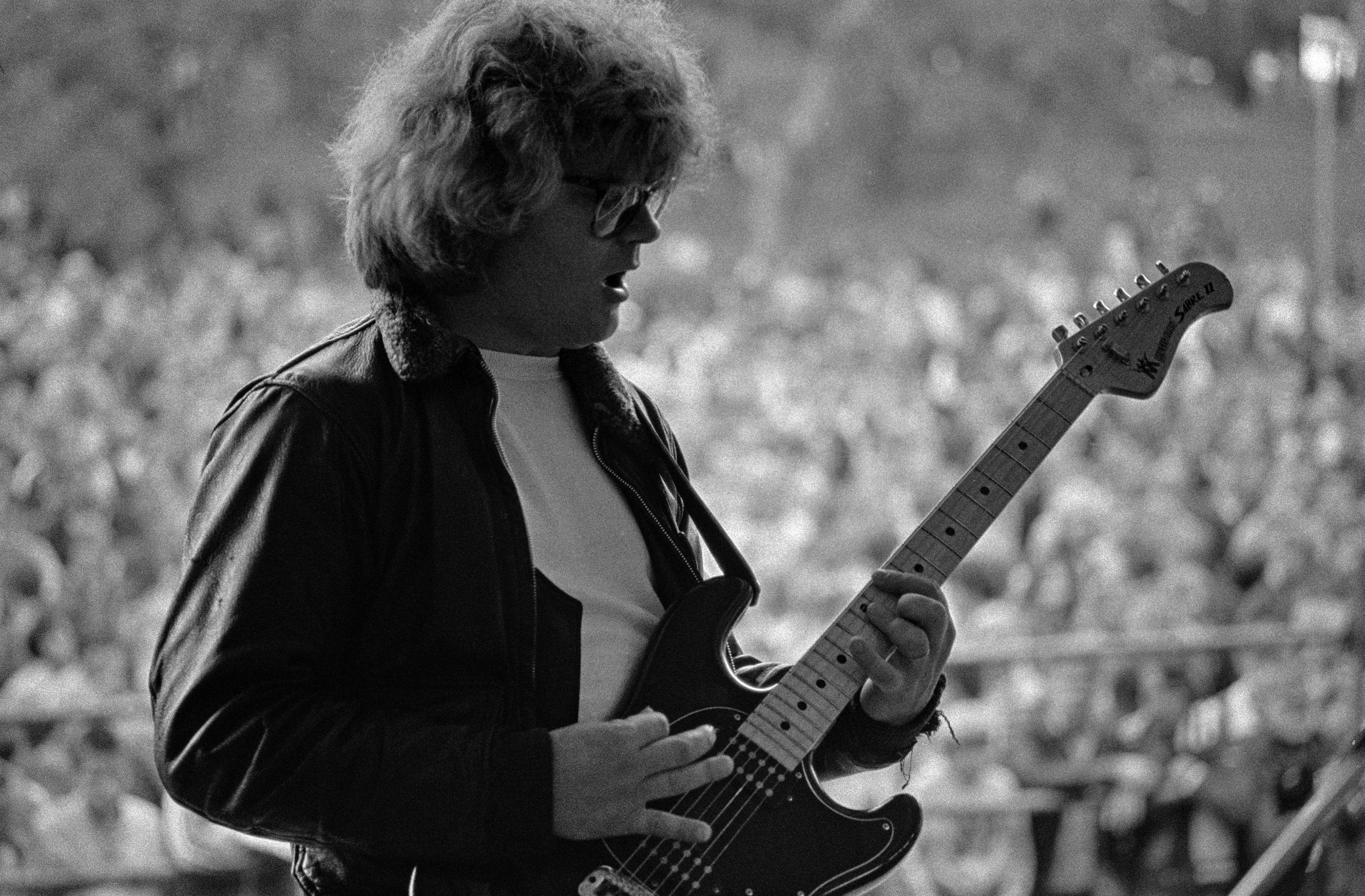
Albert Järvinen

Die Band wurde 1971 gegründet. Die erste Besetzung bestand aus Remu Aaltonen (* 1948, Gesang, Schlagzeug), Cisse Häkkinen (1951–90, Bass), Ile Kallio (* 1955, Gitarre). Im Frühjahr 1972 verließ Kallio zeitweise die Band und wurde durch Albert Järvinen (1950–91) ersetzt.
Während der 1970er und 1980er Jahre war die Band in Finnland und Estland sehr populär. Das Album Roadrunner 1974 war der erste große Erfolg der Band. Benannt war das Album nach der Hitsingle Road Runner von Bo Diddley. 1975 verließ Järvinen die Band wieder, und Kallio kam wieder zurück. Bis 1984 folgte praktisch jährlich ein neues Album. Danach dauerte es bis 1988, bis ein weiteres Album erschien. 1990 starb Bassist Cisse Häkkinen, 1991 Albert Järvinen, der 1979–81 und beim 1988er Jahre Album wieder dabei gewesen war. 1996 erschien das Album Live In Stockholm 1977, seit 1998 ist die Band mit Remu Aaltonen und neuen Musikern wieder aktiv.
1976 erschien unter dem Titel Kuumat kundit (Die heißen Kerle) ein Film über die Band, die meisten Titel des Soundtracks erschienen auf dem Album Hot Wheels. 2007 wurde unter dem Titel Ganes eine Filmbiographie über die Band gedreht. Darin spielte Eero Milonoff Remu Aaltonen, Jussi Nikkilä spielte Albert Järvinen, Olavi Uusivirta Cisse Häkkinen und Timo Tikka Ile Kallio.

## Diskografie

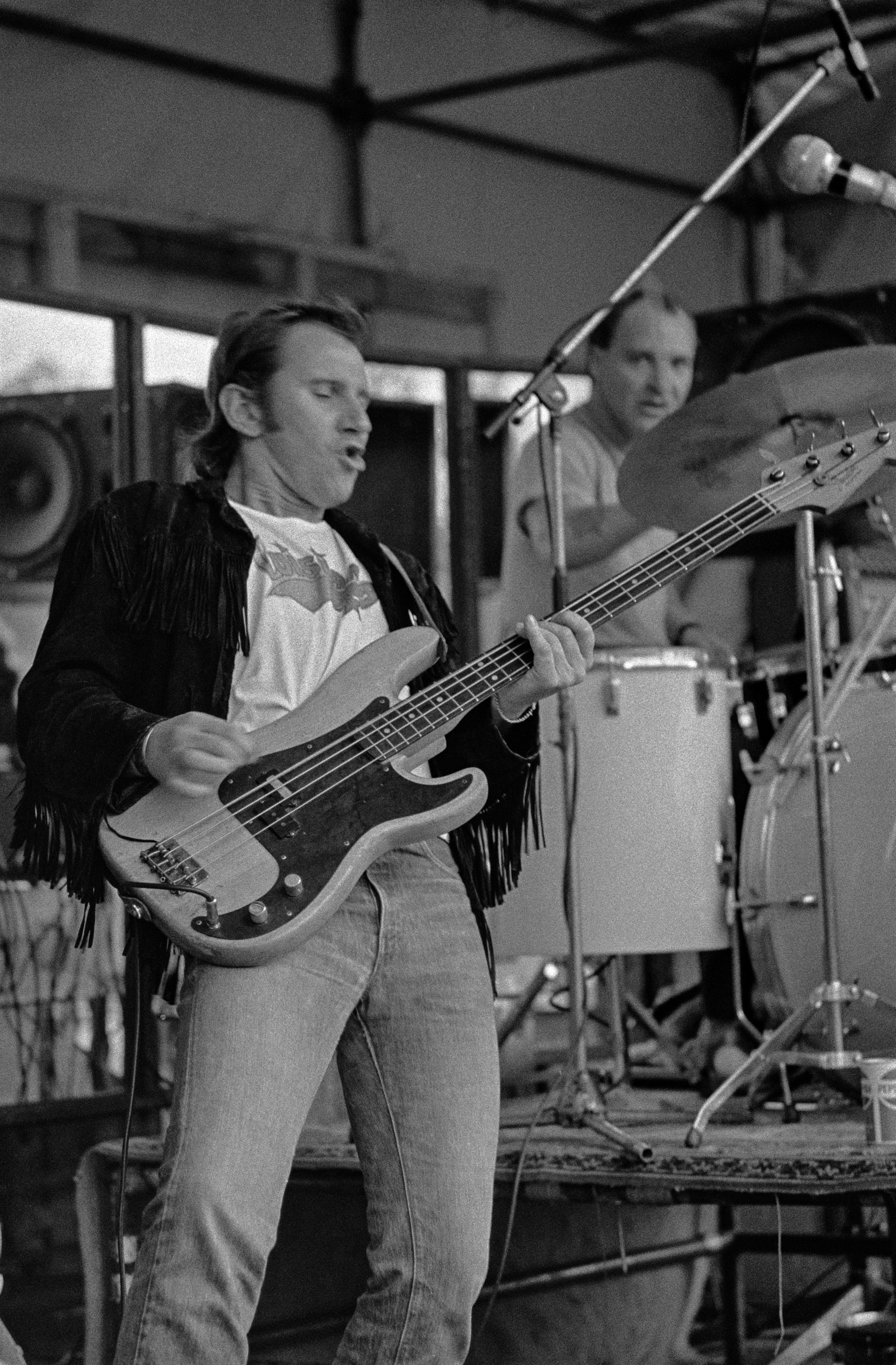
Cisse Häkkinen

### Studioalben
| Jahr | Titel                        | Höchstplatzierung, Gesamtwochen, AuszeichnungChartsChartplatzierungen (Jahr, Titel, Platzierungen, Wochen, Auszeichnungen, Anmerkungen) | Anmerkungen                                                   |
| Jahr | Titel                        | FI | Anmerkungen                                                   |
| ---- | ---------------------------- | --- | ------------------------------------------------------------- |
| 1973 | Rock ’n’ Roll All Night Long | FI44 Gold · (2 Wo.)FI | Charteinstieg in FI erst 2014                                 |
| 1974 | Roadrunner                   | FI16 Platin · (3 Wo.)FI | Charteinstieg in FI erst 2011                                 |
| 1975 | Crazy Days                   | FI28 Platin · (1 Wo.)FI | Charteinstieg in FI erst 2021                                 |
| 1976 | Hot Wheels                   | FI9 Platin · (1 Wo.)FI | Charteinstieg in FI erst 2021                                 |
| 1978 | Hanger                       | FI22 (2 Wo.)FI | Charteinstieg in FI erst 2021                                 |
| 1979 | Jailbird                     | FI21 (1 Wo.)FI | Charteinstieg in FI erst 2022                                 |
| 1981 | Fortissimo                   | FI44 Gold · (1 Wo.)FI | Charteinstieg in FI erst 2018                                 |
| 1984 | Hurrygames                   | FI8 (1 Wo.)FI | Charteinstieg in FI erst 2019                                 |
| 2016 | Electric Play                | FI10 (6 Wo.)FI | Erstveröffentlichung: 18. November 2016 als Remu & Hurriganes |

grau schraffiert: keine Chartdaten aus diesem Jahr verfügbar
Weitere Studioalben
- 1977: Tsugu Way (FI: Gold)
- 1978: Use No Hooks
- 1980: 10/80 (FI: Gold)
- 1982: Rockin’ Hurriganes (FI: Gold)
- 1983: Seven Days, Seven Nights
- 2001: 30th Anniversary (als Remu & Hurriganes)

### Livealben

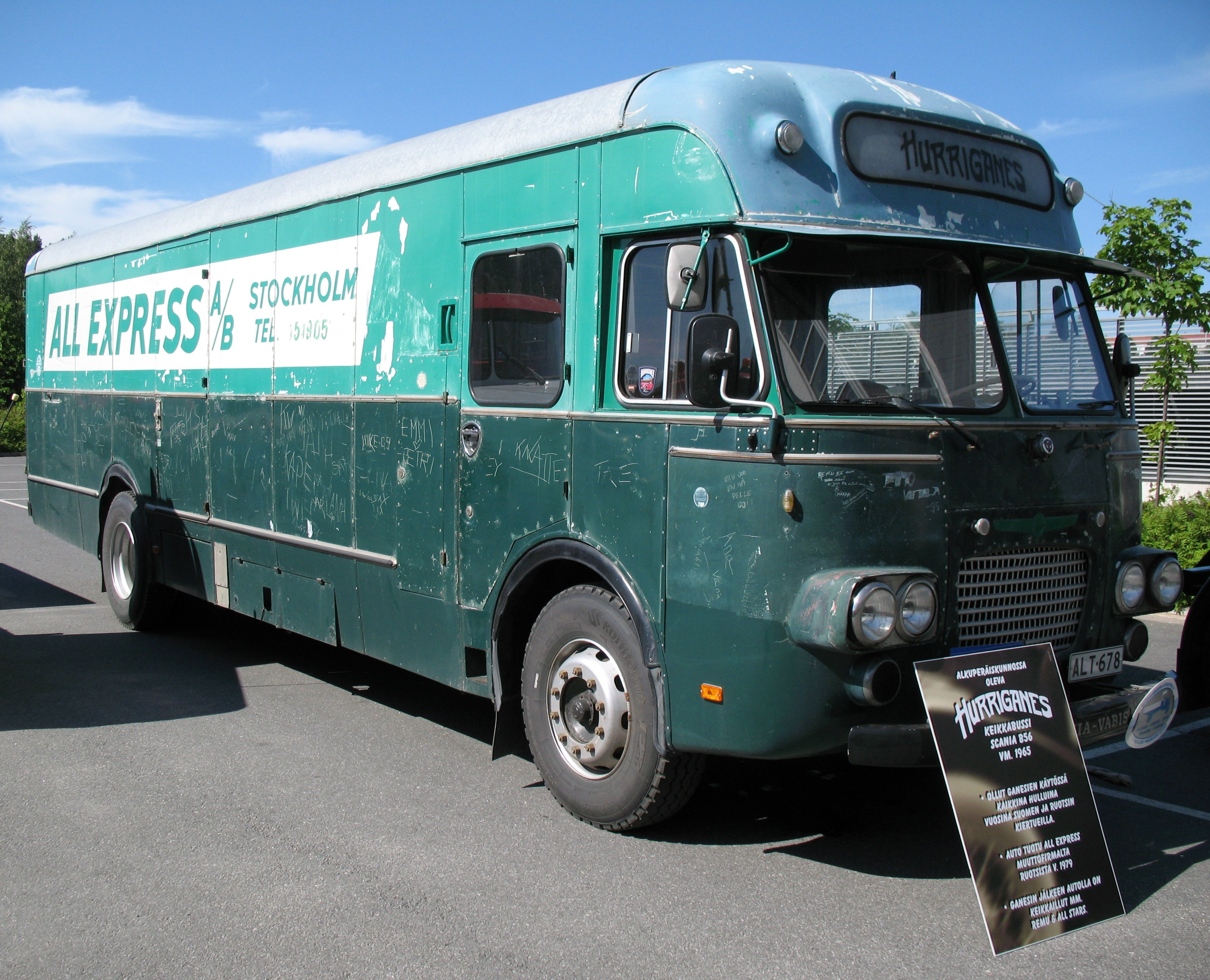
The Hurriganes tourbus, Scania Vabis B56

| Jahr | Titel                              | Höchstplatzierung, Gesamtwochen, AuszeichnungChartsChartplatzierungen (Jahr, Titel, Platzierungen, Wochen, Auszeichnungen, Anmerkungen) | Anmerkungen                                   |
| Jahr | Titel                              | FI | Anmerkungen                                   |
| ---- | ---------------------------------- | --- | --------------------------------------------- |
| 1996 | Live in Stockholm 1977             | FI1 Gold · (14 Wo.)FI | 1996 auf Platz 5, Höchstplatzierung erst 2022 |
| 2011 | Live in Hamina 1973                | FI13 (4 Wo.)FI |                                               |
| 2019 | Last Call – Live in Helsinki       | FI1 (2 Wo.)FI | Remu & Hurriganes                             |
| 2021 | Live in Mariehamn ’93              | FI3 (2 Wo.)FI | Remu Plays Hurriganes                         |
| 2021 | Hamina and Helsinki All Night Long | FI4 (3 Wo.)FI | 3-fach-CD, Aufnahmen von 1973                 |
| 2021 | Rockin’ Live 1982                  | FI4 (2 Wo.)FI |                                               |
| 2021 | Live at Tavastia 1974              | FI9 (1 Wo.)FI |                                               |
| 2022 | Tsugu Live                         | FI16 (1 Wo.)FI |                                               |
| 2022 | Saapasjalkarock Live 1983          | FI17 (1 Wo.)FI |                                               |
| 2023 | Live 1980                          | FI17 (1 Wo.)FI |                                               |
| 2023 | Live at Kalanti 1978               | FI18 (1 Wo.)FI |                                               |
| 2023 | Crazy Days On The Road             | FI5 (2 Wo.)FI | Erstveröffentlichung: 21. April 2023          |

Weitere Livealben
- 1988: Live at Metropol

### Kompilationen
| Jahr | Titel                                            | Höchstplatzierung, Gesamtwochen, AuszeichnungChartsChartplatzierungen (Jahr, Titel, Platzierungen, Wochen, Auszeichnungen, Anmerkungen) | Anmerkungen |
| Jahr | Titel                                            | FI | Anmerkungen |
| ---- | ------------------------------------------------ | --- | ----------- |
| 1997 | Double Trouble – The Best of Remu and Hurriganes | FI25 (7 Wo.)FI |             |
| 2007 | Scandia Years 1977 – 1984                        | FI4 (12 Wo.)FI |             |
| 2007 | The Legacy                                       | FI13 (2 Wo.)FI |             |
| 2011 | 30 Golden Greats                                 | FI6 Gold · (11 Wo.)FI |             |
| 2015 | Long Play Collection                             | FI20 (1 Wo.)FI |             |
| 2016 | Hanger + Shorai Shorai                           | FI47 (1 Wo.)FI |             |
| 2022 | Complete Singles                                 | FI15 (1 Wo.)FI |             |

Weitere Kompilationen
- 1977: Hurrigane by the Hurriganes
- 1977: Sixteen Golden Greats
- 1989: 20 Golden Greats
- 1990: The Best Ones
- 1991: Rockin’ Tonight – 18 All Time Hits
- 1995: 20 suosikkia – Get On (FI: Gold)
- 1997: 25 Golden Greats
- 2001: 20 suosikkia – Muskogee
- 2001: 20 suosikkia – Let’s Go Rocking Tonight
- 2008: Rock Rock Tonight
- 2017: The Side Tracks

### Singles
| Jahr | Titel Album                       | Höchstplatzierung, Gesamtwochen, AuszeichnungChartsChartplatzierungen (Jahr, Titel, Album, Platzierungen, Wochen, Auszeichnungen, Anmerkungen) | Anmerkungen |
| Jahr | Titel Album                       | FI | Anmerkungen |
| ---- | --------------------------------- | --- | ----------- |
| 2001 | Blue Suede Shoes 30th Anniversary | FI3 (3 Wo.)FI |             |

Videoalben
- 2006: Kuumat kundit (FI: Platin)
- 2007: Rock’n’roll All Night Long 1973-1988 (FI: Platin)